# Idvallo
Idvallo est un roi légendaire de l'île de Bretagne (actuelle Grande-Bretagne), dont l’« histoire » est rapportée par Geoffroy de Monmouth dans son Historia regum Britanniae (vers 1135).

## Contexte
Idwal ap Owain est le nom sous lequel le Brut y Brenhinedd  désigne ce roi nommé Idvallo fils d'Ingen par Geoffrey de Monmouth. Il succède à son cousin Enniaunus [Einion ab Arthal] le fils d'Arthgallo  lorsque ce dernier est déposé. Idvallo, « Instruit par le sort d'Einniaunus, pratiquait le droit et la justice ». Il a comme successeur son cousin Runo fils de Peredur [Rhun ab Peredur] Le Brut y Brenhinedd s'exprime de façon identique en utilisant les noms entre [ ].

## Sources
- Geoffroy de Monmouth Histoire des rois de Bretagne, traduit et commenté par Laurence Mathey-Maille, Édition Les belles lettres, coll. « La roue à livres », Paris, 2004,  (ISBN 2-251-33917-5)
- (en) Peter Bartrum, A Welsh classical dictionary: people in history and legend up to about A.D. 1000, Aberystwyth, National Library of Wales, 1993 (ISBN 9780907158738), p. 434 IDWAL ab OWAIN. (Fictitious). (188-186 B.C.)